# Inkrementalismus
Der Inkrementalismus (lat. incrementum „Wachstum“, „Zuwachs“) bezeichnet einen Politikstil zurückhaltenden Reformierens. Dieser ist gekennzeichnet durch eine stark an Versuch und Irrtum angelehnte Verfahrensweise. Es werden Gesetze und andere Vorhaben durchgesetzt, welche sich mit möglichst geringem Aufwand implementieren lassen. Der Aufwand bemisst sich beispielsweise daran, welche finanziellen oder personellen Ressourcen zur Umsetzung notwendig sein werden, aber auch am Status quo, ob man z. B. Opposition und/oder Wähler zu überzeugen vermag und wie viel Aufwandes es dazu mutmaßlich bedarf. Die so durchgeführten Maßnahmen werden nach Inkrafttreten auf ihre Wirksamkeit hin überprüft und bei negativem Befund verändert oder zurückgenommen.
Weiterhin bezeichnet Inkrementalismus eine generelle Strategie des Handelns oder des Managements. Um höhere Ziele zu erreichen, wird der Inkrementalist so lange wie möglich bestehende Strukturen ausbauen und verbessern (Schritt-für-Schritt-Strategie). Dagegen wird der Konzeptionalist nur ganzheitliche Lösungen anstreben und dabei keine Provisorien akzeptieren, jedoch dabei in Kauf nehmen, dass der Erfolg seiner Strategie unsicher und/oder zeitfern ist.